# Haplanthodes
Haplanthodes es un género de plantas con flores perteneciente a la familia Acanthaceae. El género tiene 4 especies de hierbas distribuidos en la India.

## Taxonomía
El género fue descrito por Carl Ernst Otto Kuntze y publicado en Lexicon Generum Phanerogamarum 265. 1903.

## Especies deHaplanthodes
- Haplanthodes nilgherrensis
- Haplanthodes plumosa
- Haplanthodes tentaculatus
- Haplanthodes verticillatus